# Brisa Suave
Brisa Suave é o oitavo álbum de estúdio do Koinonya, lançado em 2006 de forma independente.
No álbum, Bené Gomes continua como único membro remanescente da formação original. No entanto, o artista trabalhou com vários cantores que exerceram participações especiais. É o caso da cantora Mariana Valadão, na época ainda integrante do Diante do Trono. Além dela, cantam Vânia Lima (responsável por alguns backings de discos do Apascentar de Louvor e de Davi Sacer), Davi Dzar, Samara Gomes e Alessandro Rocha.

## Faixas
1. "Estou apaixonado"
2. "Brisa Suave"
3. "Jesus"
4. "Primeiro Amor"
5. "Eu sei quem és"
6. "Eu quero te conhecer"
7. "Como nunca amei"
8. "Flua Senhor"
9. "Mais do que palavras"
10. "Nesse rio eu quero caminhar"